# 深水埗關帝廟
22°19′36″N 114°09′42″E / 22.32667°N 114.16167°E

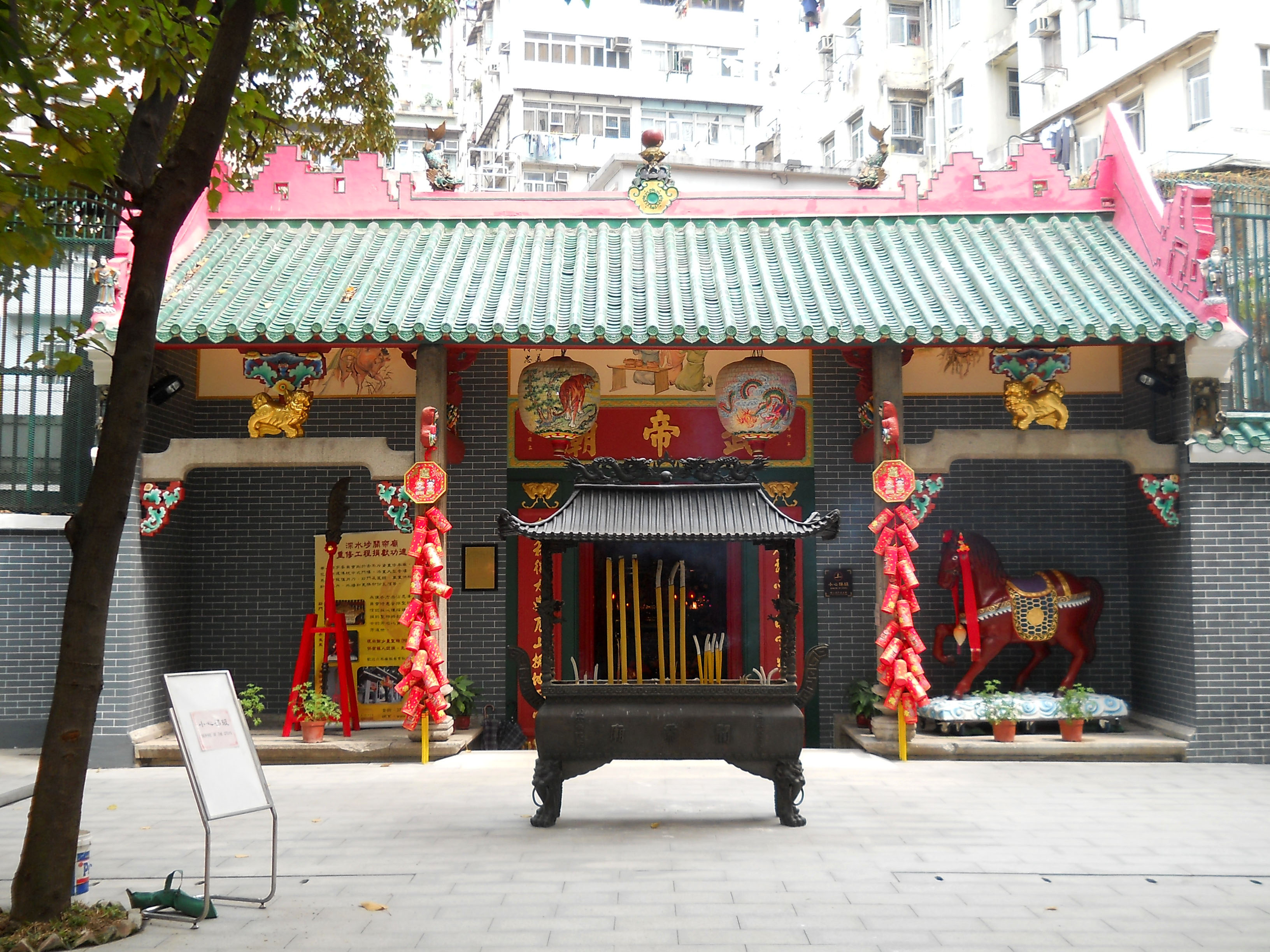
深水埗關帝廟

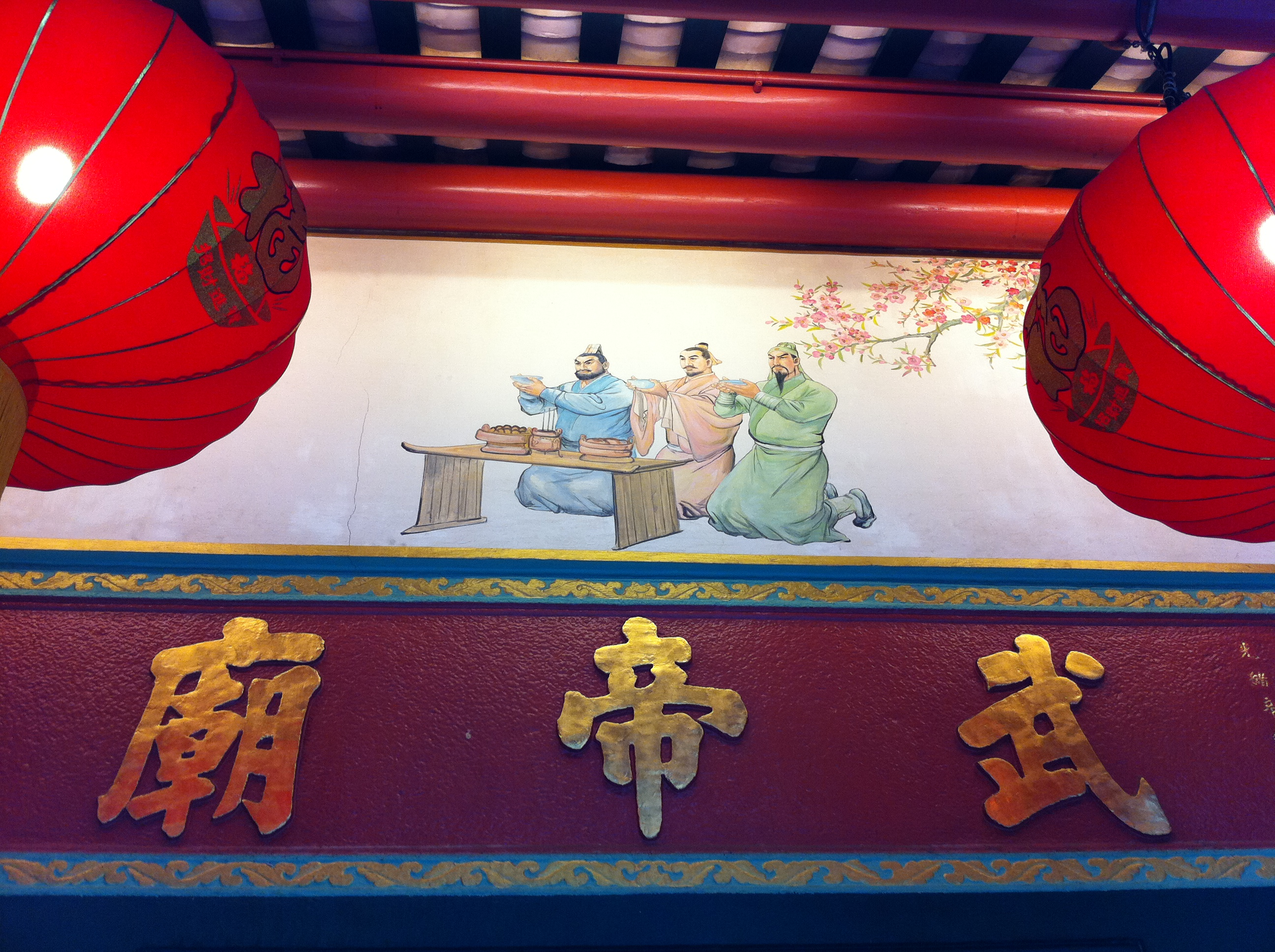
門眉上三兄弟結拜圖畫

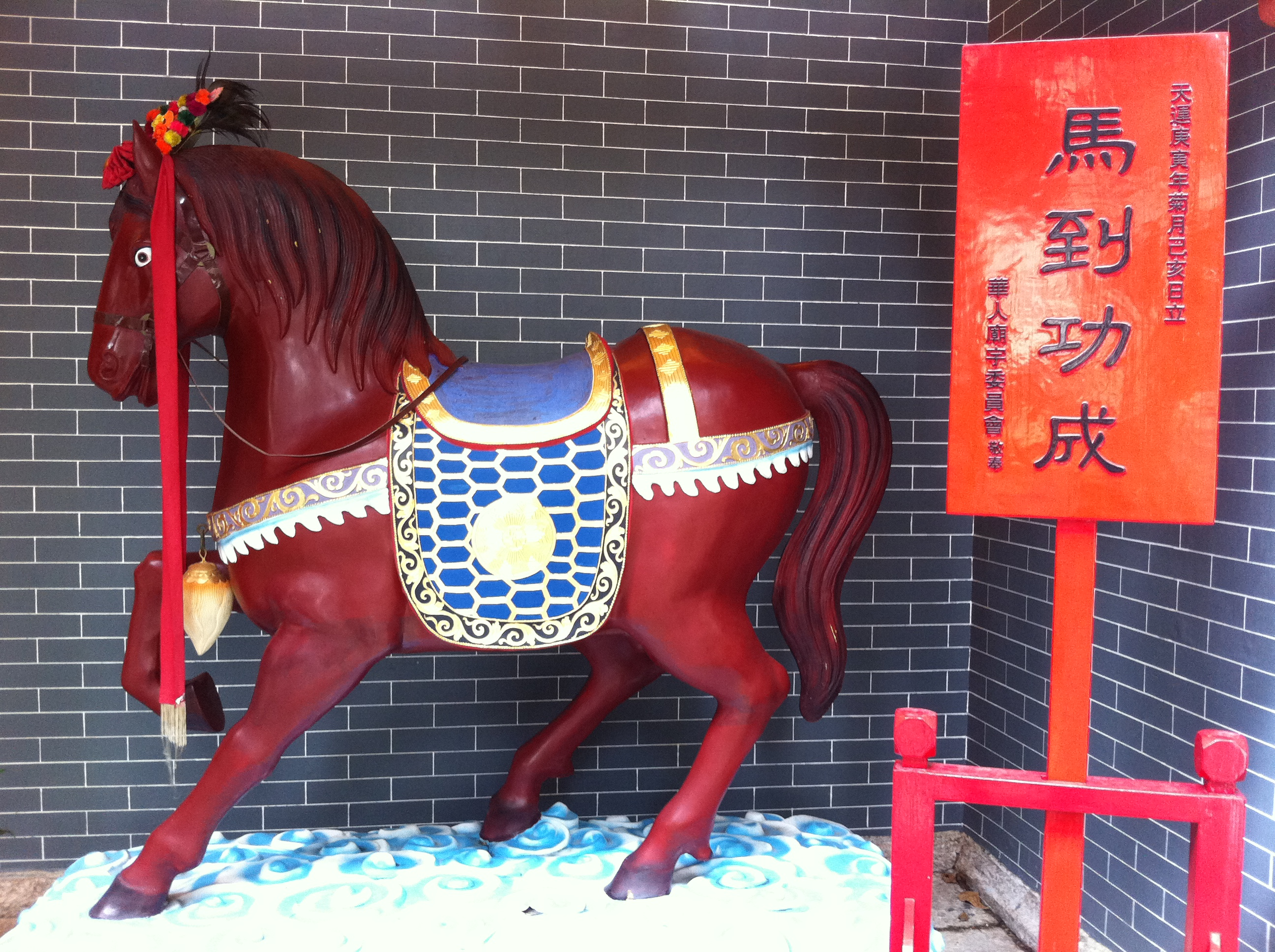
門前紅色小馬祝「馬到功成」

深水埗關帝廟，最初稱為協天宮，其後更名深水埗武帝廟，是香港一所關帝廟，供奉三國時期蜀國大將關羽，位於九龍深水埗海壇街與界限街交界，建築物背靠深水埗公立醫局，是九龍區唯一供奉關帝的廟宇，由華人廟宇委員會管理。整個關帝廟佔地約7,000多平方呎，是香港最大關帝廟。深水埗關帝廟獲評為二級歷史建築物。

## 歷史
深水埗關帝廟建於清朝中葉，年份已不可考，而最近一次重建是位於清朝光緒十七年（1891年）。關帝廟的位置原為深水埗海旁，廟後有小丘，前臨大海，有不少卸貨碼頭。當地人便興建這座主祀關帝的廟宇，祈求保祐貿易的忠誠。廟外建有一座「玉仙亭」，本來可以欣賞海景。然而時移勢易，因為填海源故，關帝廟已經變成位置於九龍西內陸。

## 重修
關帝廟日久失修，前廊門柱傾側，而橫樑又被白蟻侵蝕，加上瓦頂漏水，對結構有潛在危險。2010年華人廟宇委員會斥資600萬港元進行復修工程，除修復有危險的結構部分外，門楣圖案採用傳統雙龍戲珠，兩道側門則為蝠鼠吊金錢及蟠桃，又重塑大殿的關公像，添置千里坐騎赤兔馬、青龍偃月刀及十八兵器等聖物，中門之上添加描述關公史迹的彩門，廟內更掛上三幅由本地漫畫家李志清繪畫的關帝插圖，另置有環保化寶爐，並在廟前加建嶺南派傳統的「四柱三間」中式門樓。門樓由國學家饒宗頤題寫「關帝廟」和「忠義千秋」額匾和「英名震華夏 祈福保平安」對聯。同時華人廟宇委員會基於弘揚關公忠義美德，而解州祖廟以「關帝廟」命名，故此於復修後正名為「關帝廟」。同年10月16及17日舉行落成及開光儀式，16日更首次恭請關帝像離廟出巡，港島文武廟的關帝亦會陪鸞，而協辦的香港道教聯合會邀請兩岸四地及新加坡的關帝分靈出席盛會，巡遊隊伍將由二龍七獅領頭，一龍二獅相伴，稱為「三龍九獅迎關帝巡遊」。

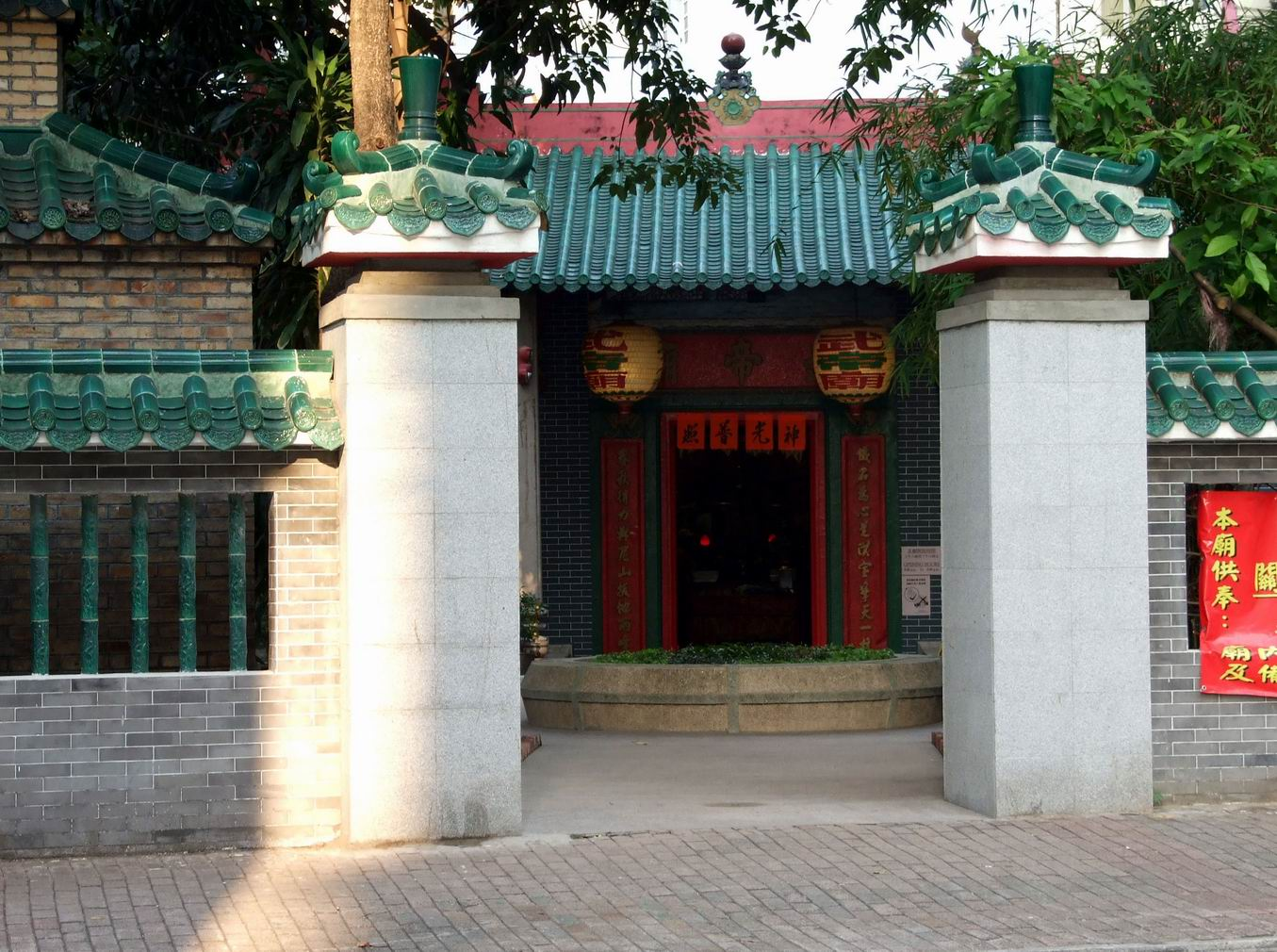
重修前的「武帝廟」
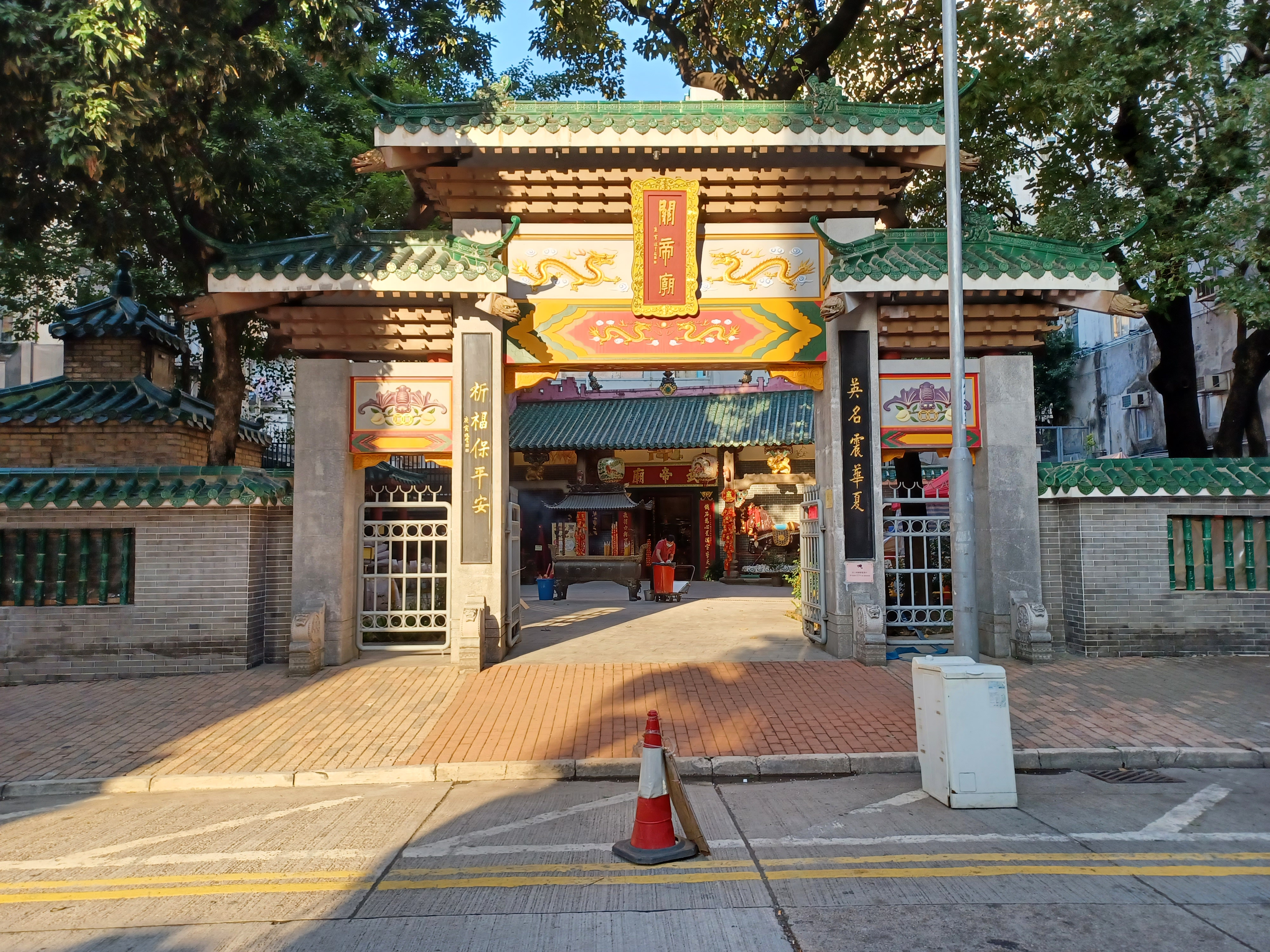
加建門樓後稱為「關帝廟」

## 外部連結
- 華人廟宇委員會：深水埗武帝廟 （页面存档备份，存于）
- 此武帝廟位置地圖